# Arthur Rostron

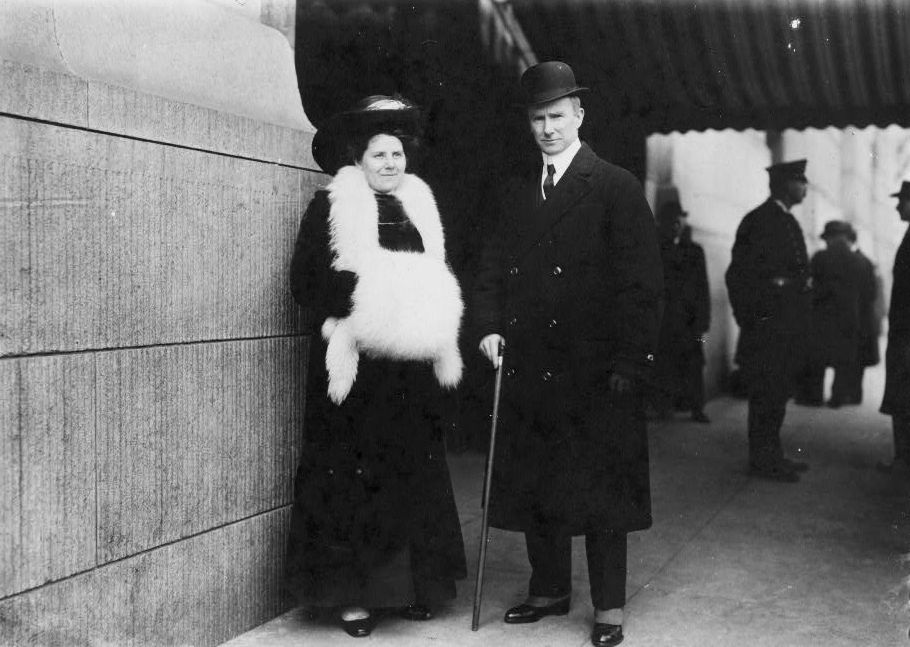
Arthur Rostron en zijn vrouw

Kapitein Arthur Henry Rostron (Bolton, 14 mei 1869 - Holmecroft, 4 november 1940) werd vooral bekend als de kapitein van het schip RMS Carpathia, dat de overlevenden van de Titanic oppikte.

## Biografie
Rostron werd geboren op 14 mei 1869 in de wijk Astley Bridge in de stad Bolton, (Engeland) en was de zoon van James and Nancy Rostron. Hij volgde een opleiding aan de Astley Bridge High School. Hij begon zijn carrière op het trainingsschip Conway toen hij 13 jaar oud was. 
Na een carrière was Rostron opgeklommen tot kapitein in dienst van de Cunard Line. In 1912 werd hij kapitein van het passagiersschip Carpathia dat een dienst onderhield tussen New York en Fiume.

## De Titanic

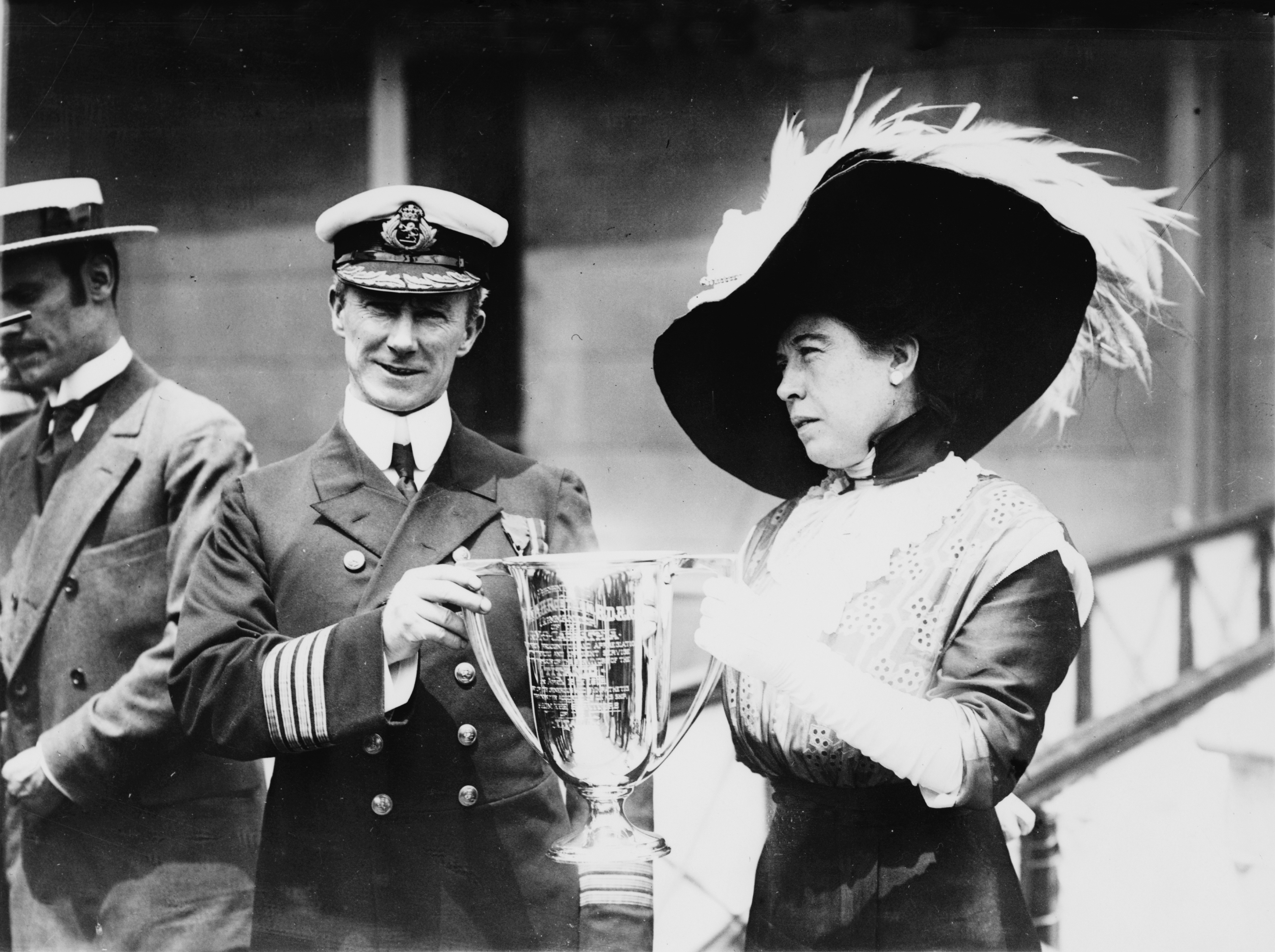
Rostron en Molly Brown

In nacht van 14 april 1912 lag Rostron te slapen toen de marconist Harold Cottam binnen kwam gerend en hem vertelde van het noodsignaal van de Titanic. Kapitein Rostron gaf bevel onmiddellijk naar de laatste positie van de Titanic te stomen, meer dan 60 zeemijlen verderop. De Carpathia pikte totaal 706 overlevenden op en bracht ze naar New York. Nadat de kapitein zijn verklaring had afgelegd hervatte het schip haar dienst.
Rostron kreeg voor zijn aandeel in het redden van de overlevenden een zilveren mok en een gouden medaille uit handen van Molly Brown. Later werd hij ontvangen op het Witte Huis door president William Howard Taft en kreeg een dankbrief. Later ontving hij de eremedaille van het congres. Uit handen van de Britse ambassadeur ontving hij het Amerikaanse erekruis.

## Verdere carrière
Rostron bleef varen tot zijn pensioen en stierf na een ziekbed op 71-jarige leeftijd  in Holmecroft op 4 november 1940. Hij werd begraven bij de West End Parish kerk in Chippenham op 7 november 1940.

## Bron
https://www.encyclopedia-titanica.org/titanic-biography/arthur-henry-rostron.html